# Michaił Baranow (1921–1943)
Michaił Dmitrijewicz Baranow (ros. Михаил Дмитриевич Баранов, ur. 21 października 1921 we wsi Gorki w obwodzie leningradzkim, zm. 17 stycznia 1943) – radziecki lotnik wojskowy, starszy porucznik lotnictwa, Bohater Związku Radzieckiego (1942).

## Życiorys
W 1937 skończył niepełną szkołę średnią, a w 1938 aeroklub, pracował jako tokarz w fabryce w Leningradzie. Od 1939 służył w Armii Czerwonej, w 1940 ukończył wojskową lotniczą szkołę pilotów i w stopniu młodszego porucznika został skierowany do 271 pułku lotnictwa myśliwskiego w Nadbałtyckim Specjalnym Okręgu Wojskowym, w maju 1941 został dowódcą klucza w 183 myśliwskim pułku lotniczym, od czerwca 1941 brał udział w wojnie z Niemcami. Walczył na Froncie Południowym, do października 1941 zniszczył pięć samolotów wroga, 8 listopada 1941 w walce powietrznej strącił dwa niemieckie samoloty, w lutym 1942 został zastępcą dowódcy eskadry. Do czerwca 1942 jako zastępca dowódcy eskadry 183 pułku lotnictwa myśliwskiego 289 Dywizji Lotnictwa Myśliwskiego 8 Armii Powietrznej wykonał 176 lotów bojowych i strącił 20 samolotów przeciwnika. 6 sierpnia 1942 podczas walki powietrznej jego samolot zderzył się z niemieckim samolotem; Baranow zdążył wyskoczyć na spadochronie, jednak odniósł obrażenia nogi i kręgosłupa i trafił do szpitala. Łącznie podczas wojny wykonał 285 lotów bojowych, w 85 walkach powietrznych strącił 31 samolotów wroga osobiście i 28 w grupie, poza tym zniszczył 6 samolotów na lotniskach. Gdy w styczniu 1943 wrócił do zdrowia i wykonał próbny lot, podczas którego samolot uległ awarii i rozbił się, a pilot zginął. Został pochowany w Kotielnikowie, po wojnie jego grób przeniesiono do Wołgogradu.

## Odznaczenia
- Złota Gwiazda Bohatera Związku Radzieckiego (12 sierpnia 1942)[1]
- Order Lenina (12 sierpnia 1942)
- Order Czerwonego Sztandaru (dwukrotnie)